# Akosombo
Akosombo est une ville dans l'est du Ghana dans la Région Orientale. C'est le site du barrage d'Akosombo. Près de Akosombo se situe le pont Adomi à Atimpoku.